# Héctor Tosar
Héctor Alberto Tosar Errecart (Montevideo, Uruguay, 18 de julio de 1923 - Montevideo, Uruguay, 17 de enero de 2002) fue un compositor, pianista y docente uruguayo. De los más notables compositores de música clásica en Uruguay, destacado por su Toccata, su Sinfonía nº 2 para cuerdas  y su Te Deum. Ejerció el cargo del Conservatorio universitario de música en la década de 1980. Como pedagogo reestructuró la enseñanza de la lectoescritura y confeccionó, paralelamente a Allen Forte, una teoría de los grupos de sonidos. Virtuoso del piano, improvisador, director de orquesta; influyó a toda una generación de músicos uruguayos entre los que cabe citar a Antonio Mastrogiovanni, Coriún Aharonián, Ariel Martínez, Renée Pietrafesa Bonnet, Miguel Marozzi, Álvaro Carlevaro, Fernando Condon, Eduardo Fernández y Luis Jure.

## Biografía
Sus estudios musicales fueron iniciados con Wilhelm Kolischer en piano, Lamberto Baldi en composición y orquestación y Tomás Mujica en armonía.
El 18 de julio de 1940, el día que cumplía diecisiete años, se estrena su primera obra orquestal bajo la dirección de Lamberto Baldi, Toccata, que sirve de pivote para la difusión de una extensa producción.
Estudia en Tanglewood con Aaron Copland junto a otros destacados compositores latinoamericanos tales como Alberto Ginastera, Antonio Estévez, Roque Cordero y Julián Orbón. Posteriormente recibe, en 1946, una beca Guggenheim por la que se traslada a Middlebury, Vermont; allí estudia composición con Darius Milhaud y Arthur Honegger, y dirección con Serge Koussevitzky.
Mediante una beca del gobierno francés y otra del SODRE, entre 1948 y 1950, culmina sus estudios en París, donde continúa siendo alumno de Milhaud y Honegger, al mismo tiempo que cursa estudios de dirección orquestal con Jean Rivier, Eugène Bigot y Jean Fournet.
Durante su última etapa en París compone una de sus obras más importantes, la Sinfonía para cuerdas o Sinfonía nº 2, estrenada en Montevideo en 1951, bajo la dirección de Erich Kleiber. En septiembre de 1957 gana con su Divertimento para quinteto de vientos el Primer Premio del I Concurso Internacional de Compositores convocado por el SODRE.
En 1960 obtiene una segunda beca Guggenheim, y encargos compositivos de instituciones como la Fundación Koussevitzky, la Fundación Fromm, la Orquesta Sinfónica de Venezuela, el Instituto Goethe, entre otras.
Por invitación de la UNESCO, en 1966, realiza una gira de 6 meses por India, Japón y en 1977 recorre Europa e interpreta obras de compositores latinoamericanos y propias.

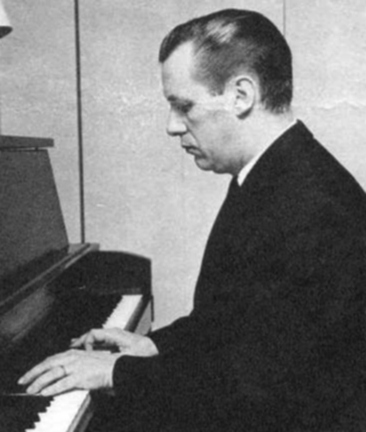
Héctor Tosar ante el piano.

Hombre de ética Intachable, fue interdicto por la dictadura militar que se instaló desde 1973 a 1985 en Uruguay.
Se desempeñó como director y docente del Conservatorio Nacional de Música del Uruguay y del Conservatorio de Música de Puerto Rico. Fue docente en Caracas, Venezuela, del Instituto Venezolano de Música "Simón Bolívar" de Caracas adscrito al Sistema Nacional de Orquestas y Coros Juveniles e Infantiles de Venezuela. También de otras instituciones como la Universidad de Indiana y del Instituto de Musicología de la Facultad de Humanidades y Ciencias del Uruguay.
En 1998, recibe el reconocimiento de distintos sectores del medio académico uruguayo, siendo nombrado doctor honoris causa de la Universidad de la República.

## Obra

### Música Sinfónica
- Toccata, para orquesta, (1940)
- Concertino, para piano y orquesta, (1941)
- Danza Criolla, versión para orquesta, (1943)
- Solitude, versión para soprano y orquesta de cuerdas, (1947)
- Sinfonía N.º 2, para orquesta de cuerdas, (1950)
- Oda a Artigas, para recitante y orquesta, (L. Bausero), (1952) (extraviada)
- Serie Sinfónica, para orquesta, (1953)
- Sinfonía Concertante, para piano y orquesta, (1959)
- Te Deum, para bajo, coro y orquesta, (1960)
- Cuatro Piezas, para orquesta (versión de 3 piezas 1961 y Ritmo de Tango -1963-), (1965)
- Concierto, para piano y orquesta, (1979)
- Cadencias, para orquesta, (1979)
- Cinco Piezas Concertantes, para violín y orquesta, (1986/87)

### Música para Piano
- Danza Criolla (1941)
- Sonatina N.º 2 (1953)
- Tres Piezas (Intima-Dramática-Humorística) (1961)
- Ritmo de Tango (1963)
- Tres piezas (1976)
- Ecos (1977)
- Nomoi (1977)
- Sul Re (1981)

### Música de Cámara
- 6 canciones de "El Barrio de Santa Cruz", para canto y piano, (J.M. Pemán) (1942)
- Solitude, para canto y piano (R.M. Rilke) (1943)
- Solitude, versión para soprano y cuarteto de cuerdas (1946)
- Sonata, para violín y piano (1947/8)
- Divertimento, para quinteto de vientos (1957)
- Stray Birds, (Aves Errantes), para barítono y 11 instrumentos (R. Tagore) (1963)
- A Cuatro, para flauta, oboe, fagot y piano (1969)
- Reflejos 3, para orquesta de cámara (1973)
- Trío para cañas, para oboe, clarinete y fagot (1979-80, Rev. 1989)
- Gandhara (Diferencias sobre sib-mi), para guitarra (1984)
- Septeto, para flauta, oboe, clarinete, violín, viola, chelo y piano (1989)

### Música Coral

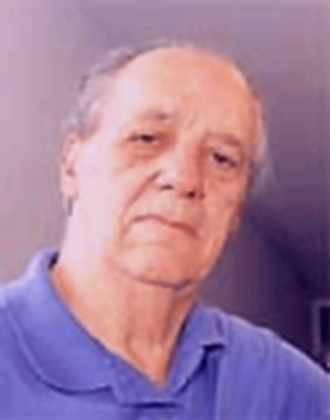
El maestro en el año 2001.

- 5 Madrigales, para coro a capela, (E. De Cáceres), (1956)
- Magnificat, para coro a capela, (1957)
- Salmo 102, para soprano, coro y orquesta, (1946/57)

### Música Electroacúsica
- La Gran Flauta, para sintetizador Roland D-50, (1988)
- Música Festiva, para sintetizador Roland D-50, (1988)
- Voces y Viento, para sintetizador Roland D-50, (1989)

### Teoría musical
- Los Grupos de Sonidos (1992)